# Шадинино
Шадинино или Щадинино — деревня в Великолукском районе Псковской области России. Входит в состав сельского поселения «Купуйская волость».
Расположена в центре района в 8 км к юго-востоку от волостного центра Купуй и в 28 км к югу от райцентра Великие Луки.

## Население
Численность населения по оценке на 2000 год составляла 17 жителей, на 2010 год — 17 жителей.